# Claws (canción)
«Claws» es una canción de la cantante británica Charli XCX para su próximo cuarto álbum How I'm Feeling Now. Se lanzó el 23 de abril de 2020 por Atlantic como el segundo sencillo del álbum. Al igual que el sencillo anterior «Forever», la canción tiene tres portadas oficiales, diseñadas por Timothy Luke, Naked Cherry y Sara Cwynar.

## Antecedentes
El 10 de abril de 2020, Charli XCX publicó una serie de clips de las próximas canciones en Twitter, preguntando a sus fanáticos cuál les gustó más. El 13 de abril de 2020, anunció que «Claws» sería el próximo sencillo, aunque estaba considerando llamarlo  «I Like». Al día siguiente confirmó que «Claws» sería el título oficial de la canción.

## Composición
Producida por Dylan Brady de 100 Gecs, «Claws» es una canción electropop y glitch pop con elementos de hip hop, electrónica, pop y trance. Líricamente, trata del amor en el momento del autoaislamiento, inspirado en su novio con quien está en cuarentena a raíz de la pandemia de coronavirus 2019-20. Sobre la producción de la canción, Alex Robert Ross de The Fader dijo que «suena como ser absorbido por un módem y escupido en una caricatura de colores brillantes».

## Recepción crítica
Emily Tan de Spin describió el comienzo de la canción como un «fragmento robótico autoajustado». Michael Love de Paper escribió que la canción «instantáneamente te clava las garras y [no] te soltará». En un artículo diferente para la misma publicación, Matt Moen sobre Charli comenta que reafirma su dominio como «una de las principales innovadoras del pop». Escribiendo para DIY, Lisa Wright describió la canción como una «epita electro-pop cursi». En un artículo de Stereogum, el tema fue catalogada como una de las cinco mejores canciones de la semana el 24 de abril, con James escribiendo que la canción era un «estallido de euforia pura». Trey Alston de MTV escribió que Charli «necesita una actualización de software ya que no funciona correctamente mientras declara mecánicamente su enamoramiento con alguien», Alston también sintió que la canción «graba la evolución del amor cibernético a través de una paleta futurista de sonidos ásperos y voces suaves y dulces». Luke Hanson de Mxdwnmenciona comentó que las características de «ráfagas cortas y staccato de energía vocal y sintetizada», además de varios géneros que influyeron en la producción, como la electrónica, que crea un «espíritu pop constante para crear un sonido hipnótico y futurista».

## Créditos y personal
Créditos adaptados de Tidal.
- Charli XCX - voz, composición
- Dylan Brady - composición, producción, producción vocal
- BJ Burton - composición, producción vocal, ingeniería
- Geoff Swan - mezcla
- Stuart Hawkes - masterización
- Niko Battistini - ingeniero asistente de mezcla

## Posicionamiento en listas
| Listas (2020)                    | Posición |
| -------------------------------- | -------- |
| Nueva Zelanda Hot Singles (RMNZ) | 25       |

## Historial de lanzamiento
| País   | Fecha               | Formato                     | Discográfica     | Ref    |
| ------ | ------------------- | --------------------------- | ---------------- | ------ |
| Varios | 21 de abril de 2020 | Descarga digital, Streaming | Atlantic Records | [ 23 ] |